# Eikenzandbij
De eikenzandbij (Andrena ferox) is een vliesvleugelig insect uit de familie Andrenidae. De wetenschappelijke naam van de soort is voor het eerst geldig gepubliceerd in 1847 door Smith.

## Verspreiding in Nederland
- Uiterst zeldzame eikenzandbij na 25 jaar weer gevonden (in Gelderland) Vroege Vogels nieuws 16 juni 2025